# Le Retour de Marcellino
Pour le film de 1934, voir Mon gosse.
Pour plus de détails, voir Fiche technique et Distribution.
Le Retour de Marcellino (Barcos de papel) est un film argentino-espagnol en noir et blanc réalisé par Román Viñoly Barreto, sorti en 1963, d'après les romans Barcos el papel et La bola de cristal de l'écrivain argentin Álvaro Yunque (1889-1982).

## Synopsis
Désireux d'avoir une boule de cristal, un garçon travaille pour en acheter une, mais est accusé d'un vol qu'il n'a pas commis...

## Fiche technique
- Titre original : Barcos de papel
- Titre français : Le Retour de Marcellino
- Titre italien : Il ritorno di Marcellino
- Titre américain : Paper Boats
- Titre mexicain : Hijo mio no llores
- Réalisation : Antonio Musu
- Scénario : José Dominiani, Hellén Ferro, Álvaro Yunque (romans)
- Photographie : Oscar Lagomarsino
- Montage : Héctor Gazzolo, Juan Pisón, José Serra
- Musique : Tito Ribero
- Producteur : Federico J. Aicardi
- Société de production : Producciones Salvador Salías (Argentine) ; Castilla Cinematográfica Cooperativa (Espagne)
- Société de distribution : Araucania Film
- Pays de production : Espagne, Argentine
- Langue : espagnol
- Format : noir et blanc — pellicule : 35 mm — son : Mono
- Genre : drame pour la jeunesse
- Durée : 75 minutes
- Dates de sortie : 
  - Espagne : 25 février 1963
  - Argentine : 28 février 1963
  - Mexique : 27 décembre 1963
  - France : 12 août 1964

## Distribution
- Pablito Calvo
- Jardel Filho
- Ubaldo Martínez
- Enzo Viena
- Mariángeles
- Alita Román
- Ariel Absalón
- Alberto Olmedo
- Oscar Orlegui
- Nelly Láinez